# Mirabe

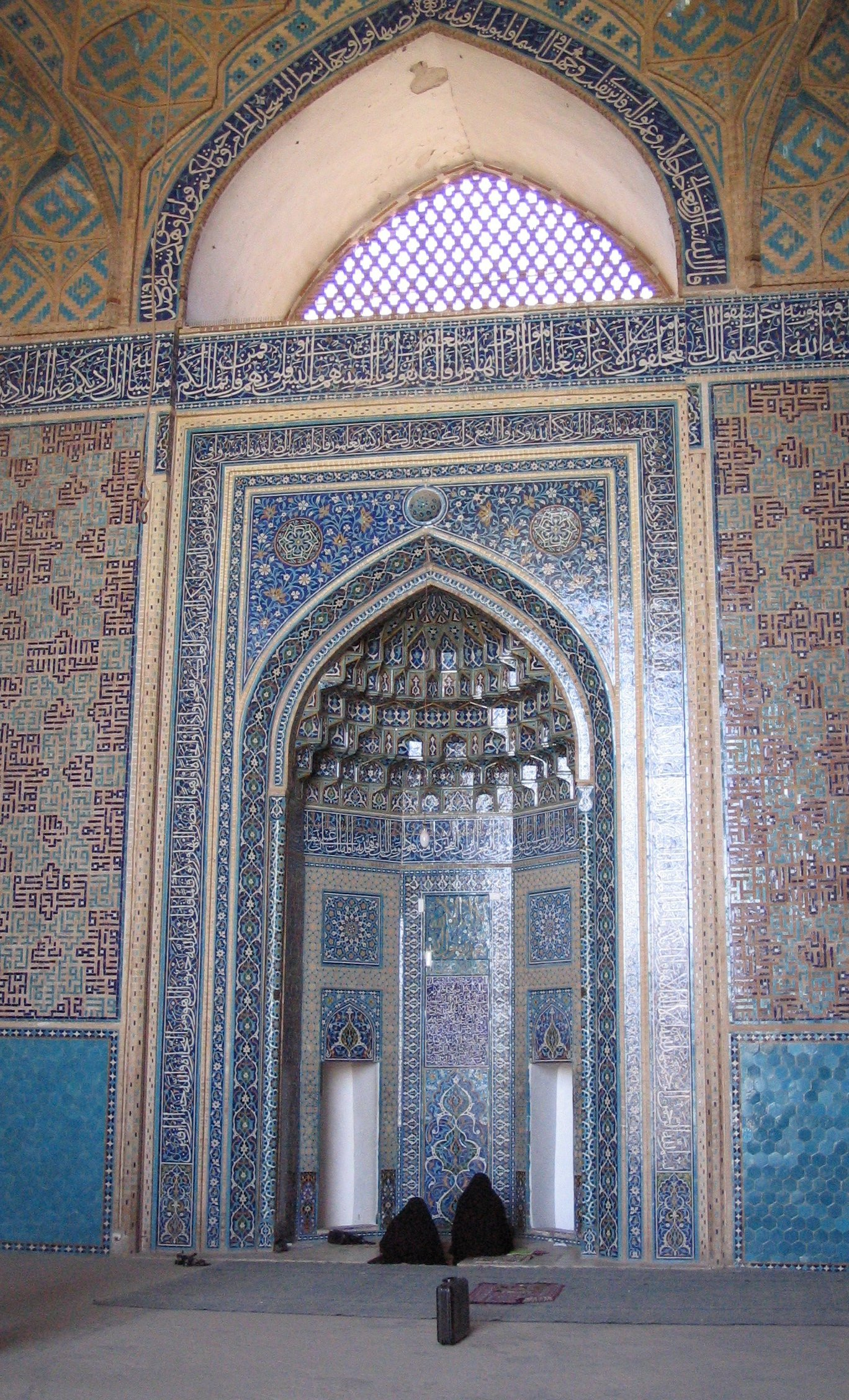
Mirabe na mesquita Masjed-e-jomeh em Yazd, Irão

Mirabe ou mirabi (em árabe: ‏محراب‎; romaniz.: miḥrāb) é um termo que designa um nicho em forma de abside numa mesquita. Tem como função indicar a direção da cidade de Meca (quibla), para a qual os muçulmanos se orientam quando realizam as cinco orações diárias (salá). 
É no mirabe que se posiciona a pessoa que lidera as orações, cuja voz que difunde mais facilmente pela mesquita graças à existência deste nicho. De uma forma geral, cada mesquita possui apenas um mirabe, que é frequentemente o ponto mais ricamente decorado (com motivos epigráficos ou vegetais). O mirabe pode ser feito em mármore, azulejo, pedra ou madeira. 
No tempo do profeta Maomé (Muḥammad) a quibla era assinalada com uma simples pedra. O mirabe surgiu pela primeira vez na época dos omíadas, quando o califa Ualide I ordenou a realização de trabalhos de restauração na Mesquita do Profeta em Medina no ano de 706. As escavações realizadas numa mesquita em Uacite, no Iraque, que resultou da junção de duas mesquitas, revelaram que a parte mais antiga, datada do século VI, não tinha mirabe, enquanto que a parte mais recente já apresentava este elemento. A partir de então o mirabe expandiu-se para outros locais.
Julga-se que o mirabe possa ter sido inspirado nos nichos das sinagogas que assinalam o "Santo dos Santos". Na sinagoga de Dura Europo (século III), descoberta em 1935, já estava presente um nicho onde se guardava a Torá. Tem sido também proposta uma relação com a abside das igrejas coptas. 
Vários mirabes do mundo islâmico são conhecidos pela sua beleza. O da antiga mesquita de Córdova, ainda preservado, é formado por mosaicos multicolores de vidro fundido, um trabalho realizado por artistas do Império Bizantino no século X. O mirabe da mesquita de Bijapur, na Índia, é talvez um dos maiores do mundo, com sete metros de altura e seis metros de largura. Decorado com caligrafia dourada, apresenta para alguns especialistas influências das igrejas cristãs barrocas (Goa, então controlada por portugueses, não fica muito longe do local).

## Galeria

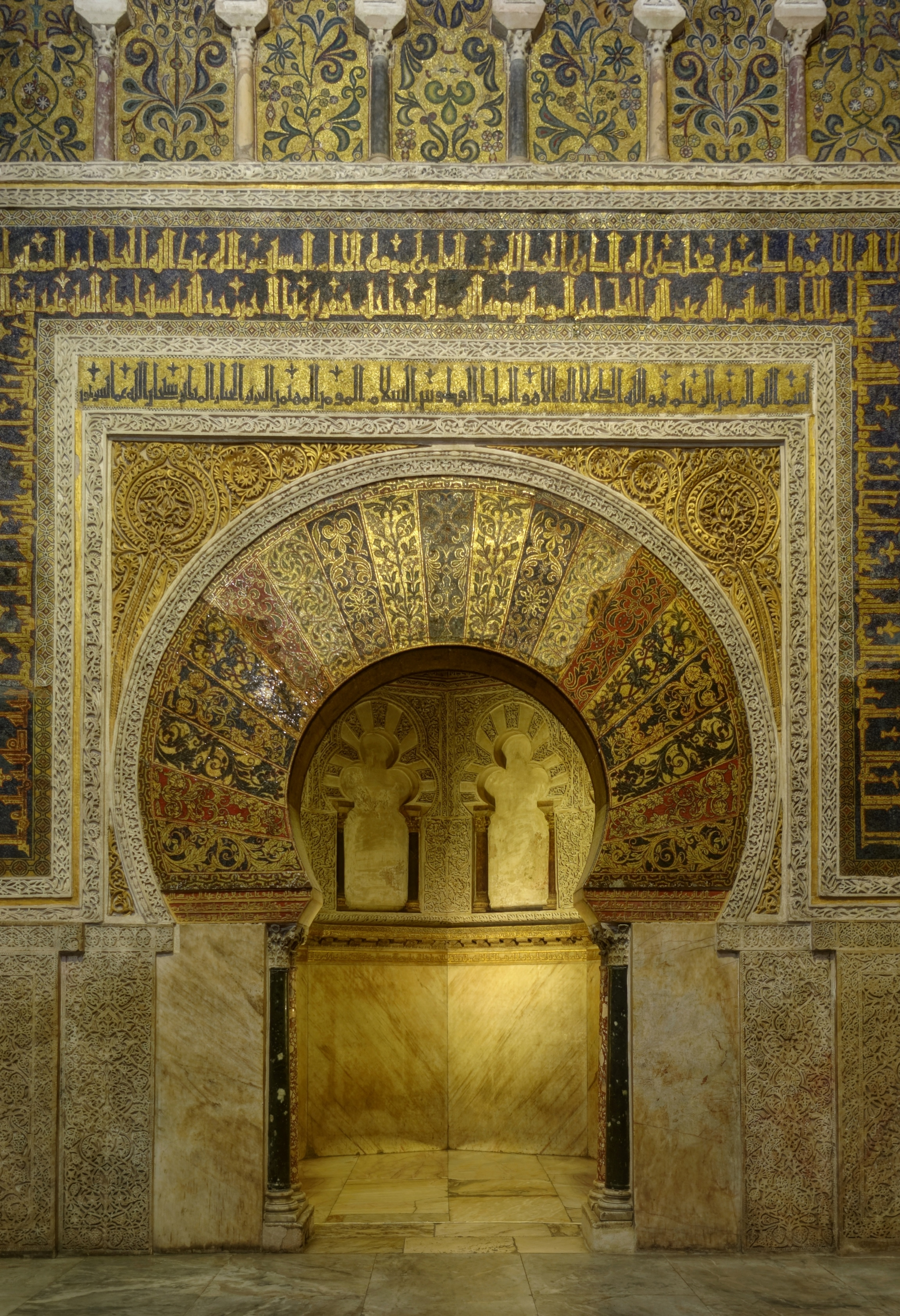
Mirabe da Mesquita de Córdova
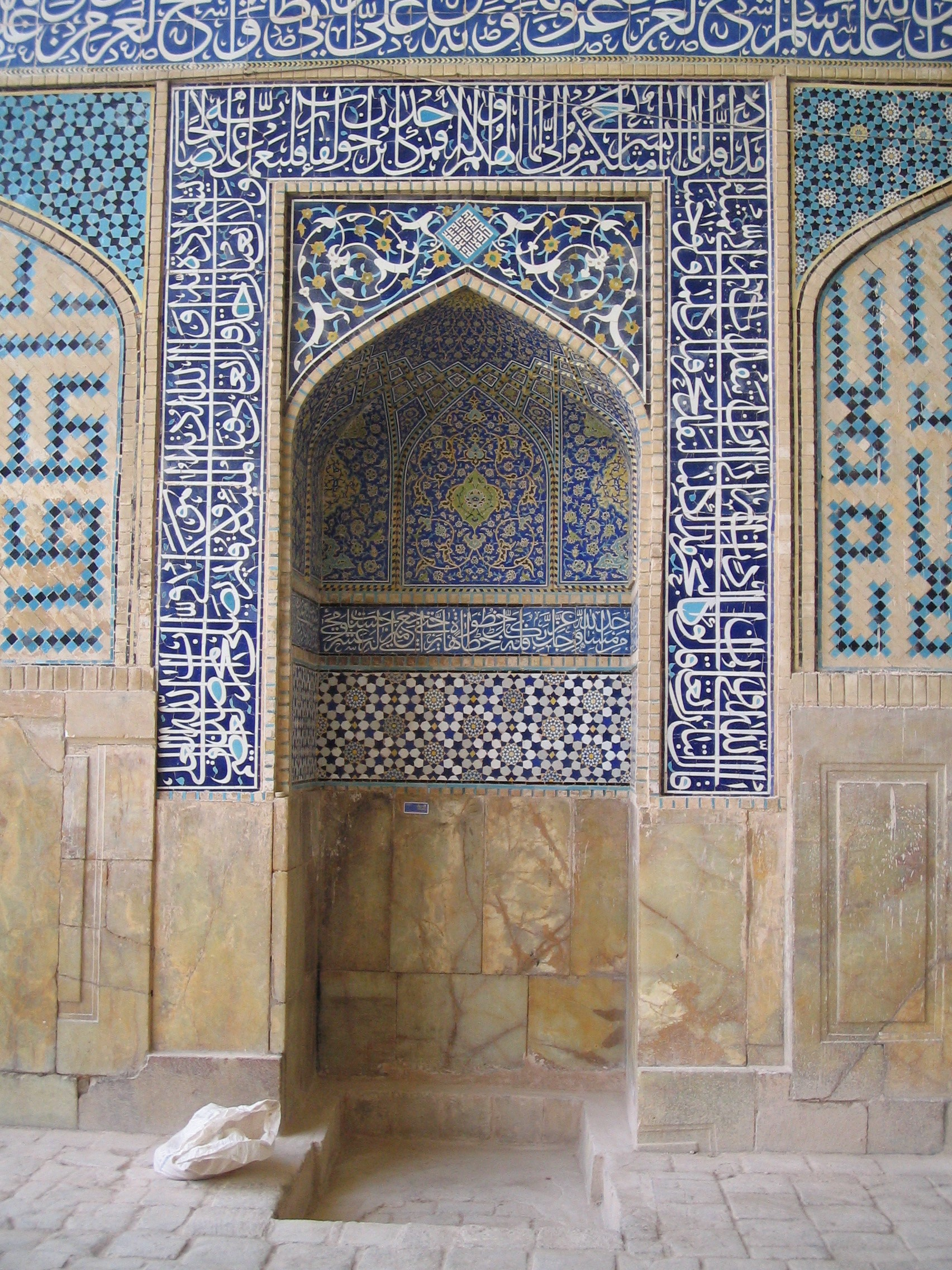
Mirabe em mesquita de Ispaã
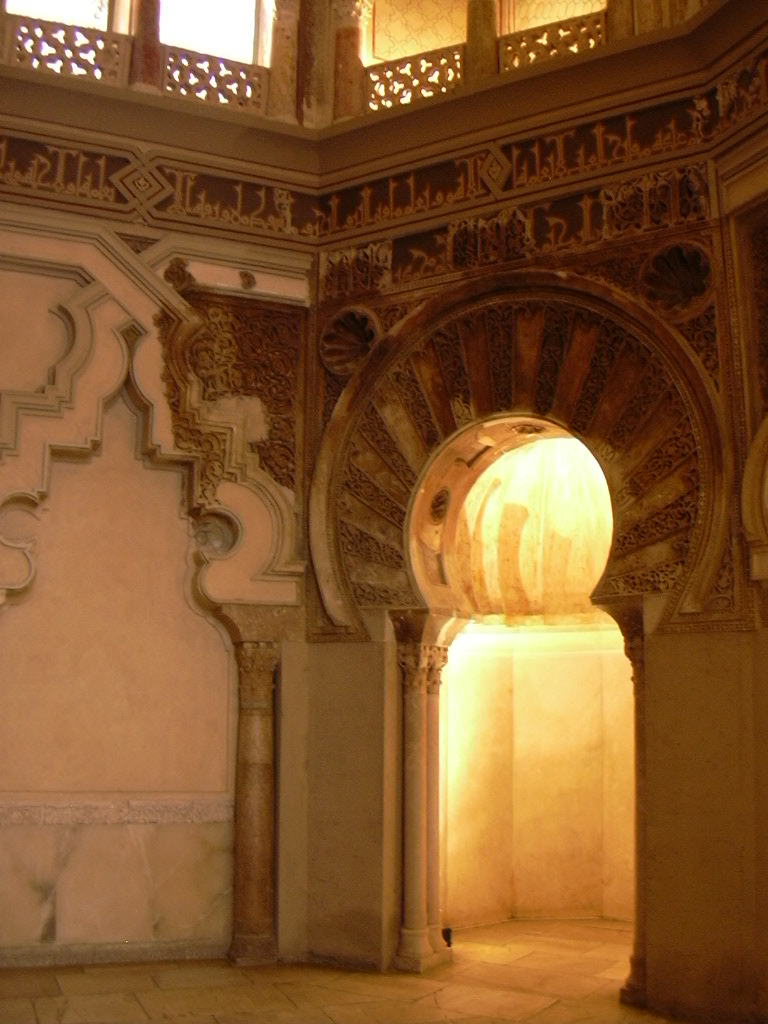
Mirabe da Aljaferia, Saragoça
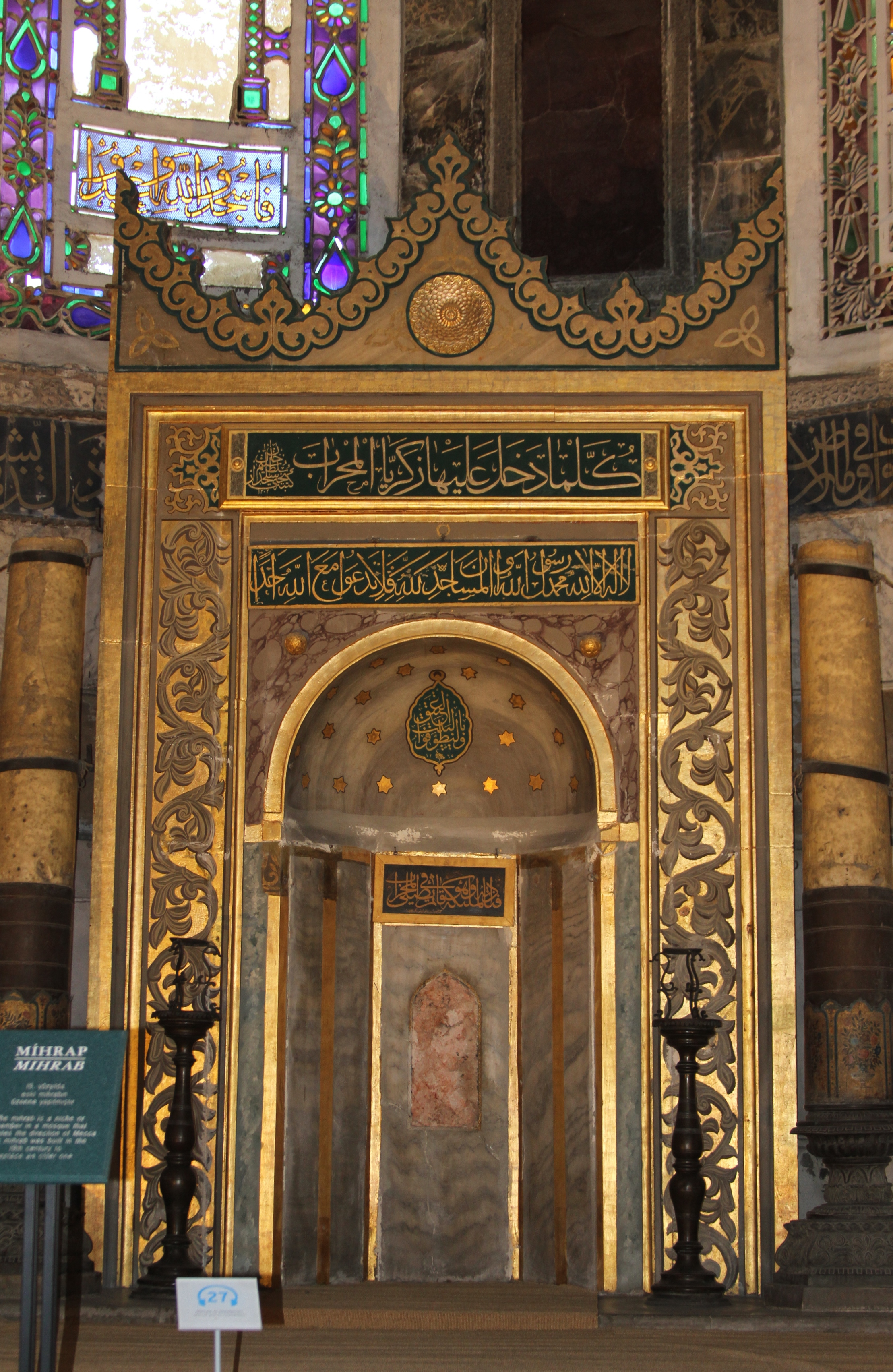
Mirabe na Basílica de Santa Sofia